# Cyryn (Białoruś)
Cyryn (biał. Цырын) – agromiasteczko na Białorusi w rejonie korelickim obwodu grodzieńskiego, dawne miasteczko położone nad rzeką Serwecz na trasie Tuhanowicze–Worończa.
Znajduje się tu parafialna cerkiew prawosławna pw. św. Michała Archanioła, zbudowana w 1991 r. na miejscu poprzedniej (noszącej wezwanie Przemienienia Pańskiego), spalonej w czasie II wojny światowej.

## Historia
Miasto królewskie położone było w końcu XVIII wieku w powiecie nowogródzkim województwa nowogródzkiego.
Pierwsze wzmianki w XVI wieku. Dawne starostwo Niesiołowskich z Worończy w centralnej części województwa nowogródzkiego, siedziba parafii prawosławnej, szkółka gminna i siedziba gminy. Wojewoda Niesiołowski słynął z okrucieństwa wobec poddanych i przypuszcza się, że to on stał się pierwowzorem ducha Złego Pana (II cz. Dziadów Adama Mickiewicza). W 1792 r. król Stanisław August Poniatowski zatwierdził prawa wolnego miasta Cyryna i nadał mu herb. W końcu XIX wieku miejscowości liczyła 700 mieszkańców. W Cyrynie 1 sierpnia 1821 r. Adam Mickiewicz wraz z Marylą Puttkamerową trzymali do chrztu dziecko — Franciszka Sakowicza, a sam ksiądz był znajomym Mickiewicza od lat najmłodszych.
W latach 1921–1939 miejscowość wchodziła w skład II Rzeczypospolitej, będąc centrum administracyjnym gminy Cyryn w powiecie nowogródzkim województwa nowogródzkiego. W wyniku napaści ZSRR na Polskę w 1939 włączona została do Białoruskiej SRR. Od 1991 w składzie niepodległej Białorusi.
Miejscowość stanowi ośrodek niewielkiego przemysłu chemiczno-naftowego.